# 中務哲郎
中務 哲郎（なかつかさ てつお、1947年2月24日 - ）は、日本の西洋古典学者、古代ギリシア文学研究者、翻訳家。京都大学名誉教授。

## 経歴
大阪府大阪市生まれ。大阪府立天王寺高等学校卒、1969年京都大学文学部西洋古典学卒、1975年同大学院西洋古典学博士課程満期退学。松平千秋門下生、岡道男や藤縄謙三の指導も受けた。1975-1979年京都大学文学部助手、1980年京都産業大学専任講師、1984年助教授、1987年京大文学部助教授、1994年「古代説話研究」で京大文学博士、同年教授となった。2010年定年により名誉教授。同年6月より日本西洋古典学会委員長（第10代、2016年6月まで）。
2014年に『ヘシオドス 全作品』の訳により第65回読売文学賞（研究・翻訳賞）受賞。京都大学学術出版会「西洋古典叢書」の編集委員でもある。

## 著書
- 『物語の海へ - ギリシア奇譚集』（岩波書店、シリーズ 物語の誕生） 1991
- 『イソップ寓話の世界』（筑摩書房、ちくま新書） 1996
- 『饗宴のはじまり 西洋古典の世界から』（岩波書店） 2003
- 『ヘロドトス『歴史』 - 世界の均衡を描く』（岩波書店、シリーズ 書物誕生） 2010
- 『極楽のあまり風 ギリシア文学からの眺め』（ピナケス出版） 2014、増補版 2016

### 共著
- 『ギリシア神話』（中村善也、岩波書店、岩波ジュニア新書） 1981、新版 2011
- 『ギリシア人ローマ人のことば 愛・希望・運命』（大西英文、岩波書店、岩波ジュニア新書） 1986
- 『サテュロス劇とは何か』（岩波書店、ギリシア悲劇全集 別巻） 1992

## 翻訳
- 『男の平和』[4]（アリストパネス、講談社、世界文学全集2） 1978
- 『古代ギリシアの同性愛』（ケネス・ドーヴァー、下田立行共訳）

リブロポート 1984 / 改訂 青土社 2007 / ちくま学芸文庫 2025 新版解説：栗原麻子
- 『プトレマイオス 地理学』（東海大学出版会） 1986
- 『ファロスの王国 古代ギリシアの性の政治学』全2巻（エヴァ・C・クールズ、下田立行・久保田忠利 共訳、岩波書店） 1989
- 『ギリシア奇談集』（アイリアノス、松平千秋共訳、岩波文庫） 1989
- 『オレステース』（エウリーピデース、岩波書店、ギリシア悲劇全集8） 1990
- 『キュクロープス』（エウリーピデース、岩波書店、ギリシア悲劇全集9） 1992
- 『フィロゲロス ギリシア笑話集』（ヒエロクレス, ピラグリオス、国文社、叢書アレクサンドリア図書館） 1995
- 『大カトー・老年について・ラエリウス・友情について』（岩波書店、キケロー選集9） 1999
  - 『友情について』（キケロー、岩波文庫） 2004
  - 『老年について』（キケロー、岩波文庫） 2004、ワイド版 2005
- 『イソップ寓話集』（岩波文庫） 1999、ワイド版 2002
- 『ギリシア恋愛小曲集』（岩波文庫） 2004
- 『蜂』（アリストパネース、岩波書店、ギリシア喜劇全集2） 2008 - 編集委員
- 『ヘシオドス全作品』（京都大学学術出版会、西洋古典叢書）2013
- 『アンティゴネー』（ソポクレース、岩波文庫） 2014
- 『動物奇譚集 1・2』（アイリアノス、京都大学学術出版会、西洋古典叢書） 2017
- 『ホメロス外典 / 叙事詩逸文集』（京都大学学術出版会、西洋古典叢書） 2020
- 『オデュッセイア』（ホメロス、京都大学学術出版会、西洋古典叢書） 2022